# 大西洋笠鳚
大西洋笠鳚，又稱亞氏鳚，為輻鰭魚綱鱸形目鳚科的其中一種。

## 分布
本魚分布於東北大西洋區，包括加拿大、丹麥、法羅群島、冰島、愛爾蘭、德國、挪威、瑞典、英國等沿海海域。

## 深度
水深約10至400公尺。

## 特徵
本魚體修長，體色為粉褐色，有不明顯的垂直條紋穿過魚體。眼睛上方有叉開的紅黃色觸鬚，鼻孔後方也有較小的觸鬚，背鰭的前幾根其條呈刺狀。背鰭硬棘50至54枚；臀鰭軟條35至40枚。體長可達25公分。

## 生態
本魚棲息於岩石上或海草叢中，溶氧性較佳的水域。屬雜食性，以底棲無脊椎動物及藻類等為食。繁殖期為每年10至12月，具領域性。

## 經濟利用
為觀賞魚，宜單養。

## 外部連結
- Froese, R. & Pauly, D. (eds.) (2011). Chirolophis ascanii. FishBase. Version 2011-12.